# クエン酸カフェイン
クエン酸カフェインとは、カフェインとクエン酸の塩である
。商標名のCafcitなどとして販売されている未熟児の無呼吸発作の治療に用いられる医薬品である。具体的には35週未満で生まれた未熟児または体重が2キログラム (4.4 lb) 以下のその他に原因がない未熟児に投与される。投与法は経口またはゆっくりと投与する静脈注射である。
副作用には授乳の困難、頻脈、低血糖症、壊死性腸炎、腎不全があげられる。時折、血中のカフェイン濃度を検査することが望ましい。クエン酸カフェインはキサンチンに属する薬剤である。作用機序は脳の呼吸中枢を刺激することで効果がある。なお、投与されると、CYP1A2、CYP2E1、CYP3Aによって代謝される。
カフェインが発見されたのは1819年である。WHO必須医薬品モデル・リストに掲載されており、最も効果的で安全な医療制度に必要とされる医薬品である。英国での10mgのバイアル1本の値段は£4.90ポンドである。点滴薬は経口からも投与できる。